# Sins of the Father (canción de Metal Gear Solid V)
Sins of the Father es una canción perteneciente a la banda sonora del videojuego Metal Gear Solid V: The Phantom Pain estrenado en el año 2015. No obstante, la canción fue presentada por primera vez en el tráiler del juego que se vio en el E3 del 2013, editada para ceñirse a la extensión de dicho tráiler. Interpretada por la actriz de voz y cantante Donna Burke, se convirtió en una favorita para el fandom de la saga Metal Gear, y los gritos que la cantante realiza tras el segundo verso y en el final de la canción se convirtieron en un meme de Internet.

## Letra
(Versión original en inglés)

Blind, in the deepest night
Reaching out, grasping for a fleeting memory
All the thoughts, keep piercing this broken mind
I fall, but I'm still standing motionless

Far, in the distance
There is light, a light that burns, these scars of old
All this pain, reminds me of what I am
I'll live, I'll become all I need to be

Words that kill, would you speak them to me
With your breath so still, it makes me believe
In the Father's sins
Let me suffer now and never die, I'm alive

Pride, feeds their blackened hearts
And the thirst, must be quenched, to fuel hypocrisy
Cleansing flames, is the only way to repent
Renounce, what made you
Words that kill, would you speak them to me
With your breath so still, it makes me believe

The Sins never die, can't wash this blood off our hands
Let the world fear us all, it's just means to an end
Our salvation lies, in the Father’s sins
Beyond the truth, let me suffer now

In my heart I just know that there's no way to light up the dark in his eyes

(Traducción)

Ciego, en la noche más profunda
Alcanzando, aferrándose a un recuerdo fugaz
Todos los pensamientos, siguen perforando esta mente rota
Caigo, pero sigo de pie inmóvil

Lejos, en la distancia
Hay luz, una luz que quema estas viejas cicatrices
Todo este dolor, me recuerda lo que soy
Viviré, me convertiré en todo lo que necesito ser

Palabras que matan, ¿las dirías para mí?
Con tu aliento tan quieto, que me hace creer
En los pecados del Padre
Déjame sufrir ahora y nunca morir, estoy con vida

Orgullo, alimenta sus corazones ennegrecidos
Y la sed, debe ser saciada, para alimentar la hipocresía
Las llamas limpiadoras, son la única manera de arrepentirse
Renunciar, a lo que te hizo
Palabras que matan, ¿las dirías para mí?
Con tu aliento tan quieto, que me hace creer...

Los pecados nunca mueren, no puedo lavar esta sangre de nuestras manos
Deja que el mundo nos tema a todos, es solo un medio para un fin
Nuestra salvación está en los pecados del Padre
Más allá de la verdad, déjame sufrir ahora

En mi corazón solo sé que no hay forma de iluminar la oscuridad en sus ojos

## Posibles significados
Buena parte de los temas vocales utilizados a lo largo de la saga Metal Gear se vinculan a la historia que sus videojuegos narran, y Sins of the Father no escapa a dicha afirmación. La letra puede interpretarse tanto como una alusión al personaje principal, Venom Snake (herido en el comienzo del juego, como se ve en Metal Gear Solid V: Ground Zeroes) como en referencia al antagonista Skull Face: ambos heridos en el pasado, desfigurados, despojados de su antigua identidad y sedientos de venganza. A lo largo de la letra además, se hacen alusiones a puntos clave de la trama del videojuego y la saga de la que forma parte: Palabras que matan en alusión al parásito de las cuerdas vocales que mata a los hablantes de cierto idioma, o los propios pecados del Padre en referencia tanto a las acciones de Big Boss a lo largo de la historia como a sus "hijos", protagonistas y antagonistas de las siguientes entregas.